# Otaka-Preis
Der Otaka-Preis (jap. 尾高賞, Otaka-shō) ist ein alljährlich in Japan vergebener Musikpreis für zeitgenössische Komposition. Der Preis wird zum Gedenken an die Leistungen des Dirigenten und Komponisten Hisatada Otaka seit 1952, d. h. seit dem Jahr nach Otakas Tod, verliehen. Er wurde vom NHK-Sinfonieorchester gestiftet und wird an japanische Komponisten, die im In- und Ausland leben, vergeben. Ausgezeichnet werden die Komponisten für ein herausragendes Werk, das jeweils im Laufe des Jahres zwischen den Preisvergaben uraufgeführt wurde. Der Otaka-Preis hat unter den Musikpreisen Japans die längste Tradition. Gegenwärtig findet die Preisvergabe anlässlich einer Aufführung der Reihe Music Tomorrow in der Tokyo Opera City statt. 

## Preisträger

### 1952–1959
- 1952 Toda Kunio und Shimizu Osamu
- 1953 Mitsukuri Shūkichi und Harada Minoru
- 1954 Miyoshi Akira
- 1955 Hayashi Hikaru
- 1956 Bekku Sadao
- 1957 Irino Yoshirō
- 1958 Mayuzumi Toshirō
- 1959 Irino Yoshirō

### 1960–1969
- 1960 Yashiro Akio
- 1961 nicht vergeben
- 1962 Miyoshi Akira
- 1963 Toyama Yūzō und Moroi Makoto
- 1964 Miyoshi Akira
- 1965 Mamiya Michio
- 1966 Mayuzumi Toshirō
- 1967 Yashiro Akio
- 1968 Matsumura Teizō
- 1969 Hirayoshi Takekuni

### 1970–1979
- 1970 Mamiya Michio
- 1971 Bekku Sadao
- 1972 Yuasa Jōji
- 1973 Shibata Minao
- 1974 Miyoshi Akira
- 1975 Takemitsu Tōru
- 1976 Hirose Ryōhei und Ishii Maki
- 1977 Noda Teruyuki
- 1978 Matsumura Teizō
- 1979 Matsudaira Yoriaki
- 1980 Takemitsu Tōru

### 1980–1989
- 1981 Ichiyanagi Toshi und Otaka Atsutada
- 1982 nicht vergeben
- 1983 Ichiyanagi Toshi
- 1984 Miyoshi Akira
- 1985 nicht vergeben
- 1986 nicht vergeben
- 1987 Nishimura Akira und Yuasa Jōji
- 1988 Hosokawa Toshio und Ichiyanagi Toshi
- 1989 Ichiyanagi Toshi

### 1990–1999
- 1990 entfielen die Preisvergabe und Veranstaltung
- 1991 Kondō Jō und Ikebe Shin’ichirō
- 1992 Nishimura Akira
- 1993 Nishimura Akira
- 1994 Kitazume Michio
- 1995 Fujiie Keiko und Saruya Toshirō
- 1996 Nodaira Ichirō und Hayashi Hikaru
- 1997 Yuasa Jōji
- 1998 nicht vergeben
- 1999 Miyoshi Akira und Ikebe Shin’ichirō

### 2000–2009
- 2000 Toyama Yūzō und Fujiie Keiko
- 2001 Kitazume Michio
- 2002 Hosokawa Toshio
- 2003 Yuasa Jōji
- 2004 nicht vergeben
- 2005 Mochizuki Misato
- 2006 Saruya Toshirō
- 2007 Niimi Tokuhide
- 2008 Nishimura Akira
- 2009 Fujikura Dai und Harada Keiko

### 2010–2019
- 2010 nicht vergeben
- 2011 Nishimura Akira
- 2012 Otaka Atsutada
- 2013 Ichirō Nodaïra
- 2014 Saruya Toshirō und Hosokawa Toshio
- 2015 Dai Fujikura
- 2016 Atsuhiko Gondai
- 2017 Ikebeshi Ichirō
- 2018 Ichiyanagi Toshi
- 2019 Sakata Naoki

### 2020 bis 2029
- 2020 Hosokawa Toshio